# Японський фонд майбутніх поколінь
Япо́нський фонд майбу́тніх поколі́нь (яп. 日本子孫基金, англ. Japan Offspring Fund) — японська неполітична, непідприємницька організація — видавець щомісячника з питань безпеки продуктів харчування та життя.

## Діяльність

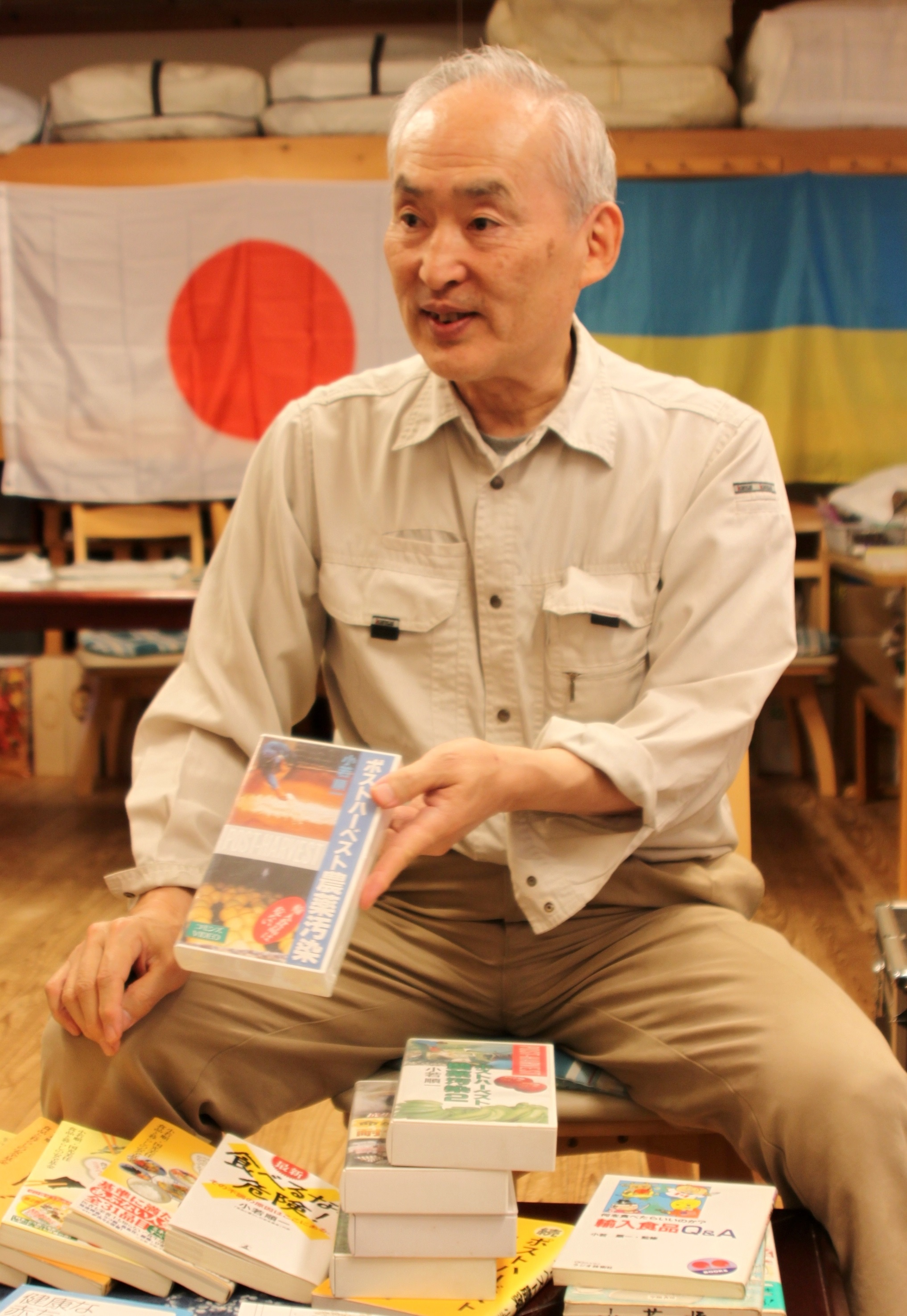
Джунічі Ковака в офісі Японського фонду майбутніх поколінь (Сайтама, 2019). Фото Сергія Шевченка

Діяльність фонду від часу його заснування (1984) полягає в перевірці безпечності харчових продуктів і наданні споживачам та широкому загалу інформації з актуальних проблем безпеки життєдіяльності.
Організацію тривалий час очолює редактор щомісячника «Безпека продуктів харчування та життя» Джунічі Ковака.
З 2007 року офіс фонду розміщено в екобудівлі в м. Сайтама, що в агломерації Токіо. Фінансування проєктів і заходів — переважно коштом членських внесків, включно з передплатою щомісячника. Інформаційний бюлетень виходить японською мовою, друкує статті про властивості й уплив на людський організм хімічних харчових добавок, пестицидів, діоксинів, ГМО, електромагнітних хвиль, радіації, пише про шкоду, якої завдають людям забруднені повітря, вода, ґрунт тощо.
З 1999 року Японський фонд майбутніх поколінь бере участь у міжнародних конференціях з питань стандартів безпеки харчових продуктів, деякі проєкти здійснено спільно з екологічними організаціями в Південній Кореї, Китаї, Малайзії та інших країнах.

## Японський проєкт в Україні

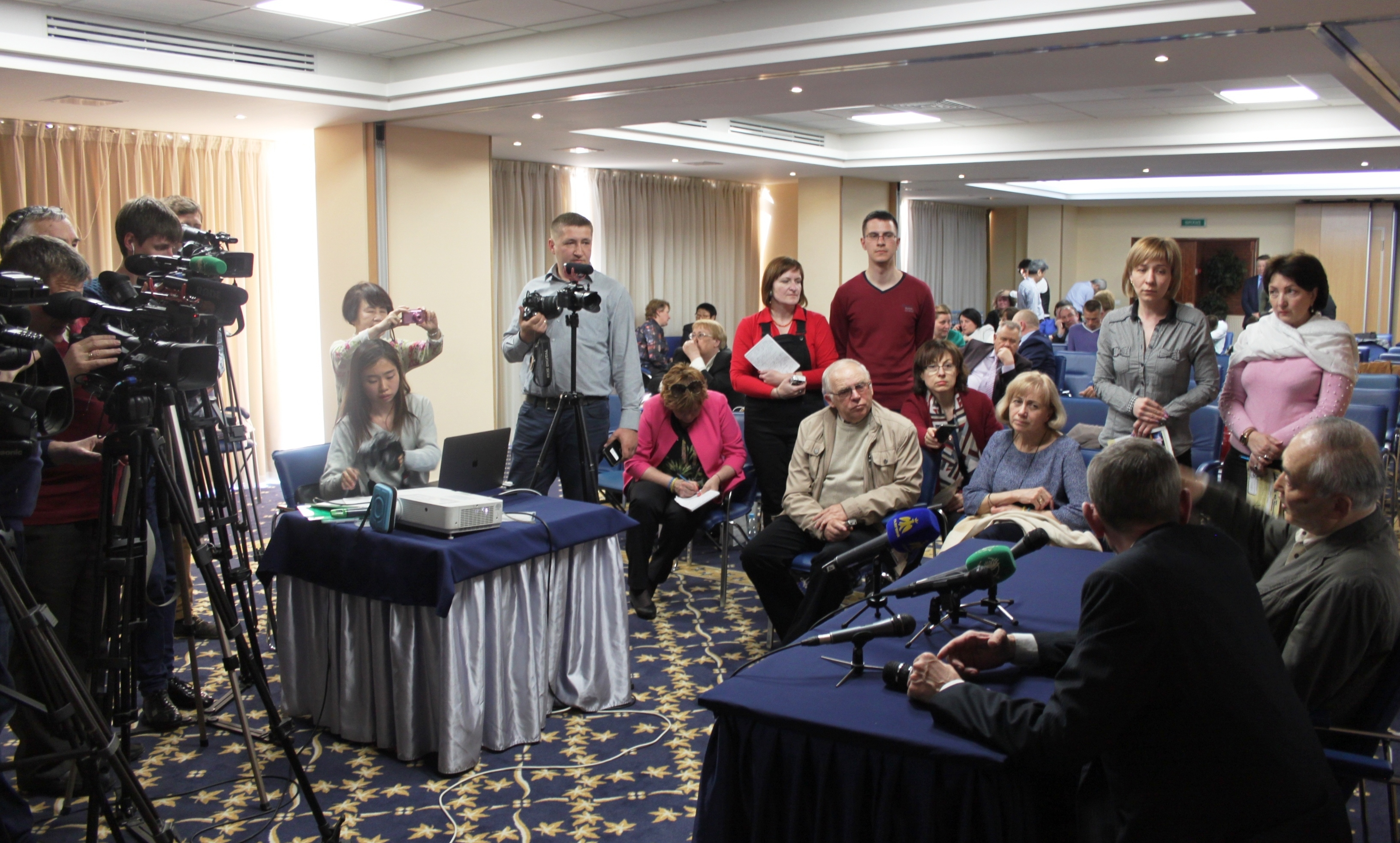
Пресконференція після семінару Японського проєкту в Україні (Київ, 2018). Фото Сергія Шевченка

З 2012 року, після аварії на АЕС «Фукусіма-1», Японський фонд майбутніх поколінь приділяє більше уваги вивченню актуальних проблем радіаційної безпеки, сприяє популяризації знань і досвіду, набутого в цій сфері в обох країнах. До 2019-го Джунічі Ковака й активісти фонду щороку відвідували Україну, зокрема ті області, що зазнали найбільшого радіаційного удару внаслідок Чорнобильської катастрофи (1986). У співпраці з громадськими об'єднаннями «чорнобильців», освітян, журналістів та у взаємодії з київськими вченими й фахівцями фонд організував і провів у столиці України низку конференцій, семінарів, зустрічей, лекцій та інших заходів, мета яких — інформувати широкий загал про способи виробництва безпечних харчових продуктів, профілактику деяких захворювань у дітей і дорослих, захист людського організму й довкілля від згубного впливу радіації.
Від початку 2020 року розвиток міжнародних контактів загальмувала пандемія коронавірусної хвороби, проте фонд і далі планує діяльність, яка в Україні дістала назву «Японський проєкт». Серед інформаційних партнерів проєкту — регіональні ЗМІ з Переяслава на Київщині, а з 2018 року до співпраці запрошено Всеукраїнський благодійний фонд «Журналістська ініціатива». Крім того, в липні 2020-го Японський фонд майбутніх поколінь уклав меморандум про співпрацю з НСЖУ, що передбачає, зокрема, консолідацію зусиль сторін в інформуванні громадськості про захист життя й здоров'я майбутніх поколінь, подолання наслідків техногенних аварій на об'єктах атомної енергетики, а також підтримку творчих ініціатив у популяризації історії, культури, традицій України і Японії.
На запрошення японської сторони представники української громадськості, науковці, журналісти виступали з лекціями в Японії на теми Чорнобильської катастрофи й подолання її наслідків.
Влітку 2022 року, після російського вторгнення в Україну, делегація НСЖУ і ВБФ «Журналістська ініціатива» відвідала Японію з інформаційною місією. Діячі медійної сфери Сергій Шевченко й Людмила Мех зустрічалися з пресою і громадськістю в Токіо, Сайтамі (за підтримки JOF) та в чотирьох префектурах країни. Зокрема, в Хіросімі були зустріч з мером, президентом організації «Мери за мир» Кадзумі Мацуї та брифінг. На публічних заходах, організованих корпорацією «Green coop», учасники делегації виступали з лекціями про потребу допомоги працівникам ЗМІ й народові України в час війни. Крім того, 7 липня за організаційної участі JOF (продюсер Джунічі Ковака) проведено два благодійні концерти на підтримку України: у Сайтамі виступали скрипалі Олег Криса, Чіє Савада, хор «Щедрик» та інші артисти.
Японський фонд майбутніх поколінь співпрацює з Міжнародною організацією «Союз Чорнобиль-Фукусіма» й Асоціацією освітян за безпечне майбутнє.